# Olle Henricson
Olle "Bejsan" Henricson, född Olof Simon Henriksson 13 november 1910 i Bromma, död 2 juli 1982 i Fagersta, var en svensk musiker (klarinett, altsaxofon och tenorsaxofon). 

## Filmografi
- 1940 – Blyge Anton – altsaxofonist i dansorkestern
- 1942 – Tre skojiga skojare – saxofonist